# Сільський округ Темірбека Жургенева
Сільський округ Темірбе́ка Журге́нева (каз. Темірбек Жүргенов ауылдық округі, рос. Сельский округ Темирбека Жургенова) — адміністративна одиниця у складі Айтекебійського району Актюбінської області Казахстану. Адміністративний центр — село Темірбека Жургенева.
Населення — 8506 осіб (2021; 7754 у 2009, 7155 у 1999, 6575 у 1989).
Станом на 1989 рік існували Комсомольська сільська рада (села Бугеткуль, Каменний Кар'єр, Комсомольське) і Талдисайська сільська рада (село Талдисай) Комсомольського району. 2015 року ліквідовано села Богетколь та Таскожа. 2020 року Комсомольський сільський округ отримав сучасну назву.

## Склад
До складу округу входять такі населені пункти:
| Населений пункт           | Колишні назви   | Населення, осіб (1989) | Населення, осіб (1999) | Населення, осіб (2009) | Населення, осіб (2021) |
| ------------------------- | --------------- | ---------------------- | ---------------------- | ---------------------- | ---------------------- |
| Темірбека Жургенева, село | Комсомольське   | 4503                   | 5065                   | 5909                   | 7167                   |
| --Богетколь, село         | Бугеткуль       | 140                    | 182                    | 123                    | -                      |
| --Таскожа, село           | Каменний Кар'єр | 235                    | 176                    | 76                     | -                      |
| Талдисай, село            | -               | 1697                   | 1732                   | 1646                   | 1339                   |